# Department of Industry, Science, Energy and Resources
Le Department of Industry, Science, Energy and Resources (en français département de l'industrie, des sciences, de l'énergie et des ressources) était un département du gouvernement australien chargé de consolider les efforts du gouvernement pour stimuler la croissance économique, la productivité et la compétitivité en réunissant l'industrie, l'énergie, les ressources et la science. Le département remplace le ministère de l'Industrie, de l'Innovation et de la Science le 1er février 2020,.
Il est remplacé par le ministère de l'Industrie, des Sciences et des Ressources et le ministère du Changement climatique, de l'Énergie, de l'Environnement et de l'Eau le 1er juillet 2022. Le chef du département au moment de la dissolution est le secrétaire, David Fredericks.
Le scientifique en chef de l'Australie relève du ministre de la Science de l'époque depuis 1989.

## Historique
À la suite de la nomination de Malcolm Turnbull au poste de Premier ministre d'Australie, le ministère de l'Industrie, de l'Innovation et de la Science est créé le 21 septembre 2015, reprenant les fonctions de l'ancien ministère de l'Industrie et de la Science.
Le 20 décembre 2017, le ministère de l'Industrie, de l'Innovation et de la Science est placé dans le portefeuille nouvellement créé de l'Emploi et de l'Innovation aux côtés du ministère de l'Emploi et des Petites Entreprises.